# ابن الشعار
ابن الشَّعَّار (593 هـ- 654 هـ / 1197 - 1256 م) هو مؤرخ أديب وشاعر ، من أهل الموصل.
هو المبارك بن أحمد (أبي بكر) بن حمدان بن أحمد بن علوان الموصلي، أبو البركات، كمال الدين، المعروف بابن الشعار. ولد بالموصل وتوفي بحلب. قال فيه ابن الفوطي: «بقي مدة خمسين سنة، يكتب الأشعار، سفراً وحضراً».
من آثاره «عقود الجمان في شعراء هذا الزمان» ، حقق جزءا منه محمد نايف الدليمي و «تحفة الوزراء المذيل على كتاب معجم الشعراء» و «قلائد الفرائد».